# E-Ware
E-Ware ist eine grobe, harte Keramik mit Quarzsandeinschlüssen, die auf den Britischen Inseln (primär jedoch in Nordirland und Schottland) gefunden wird und in Form von Gläsern (E1), Bechern (E2), Geschirr (E3), Kannen und Krügen (E4) und konischen Deckeln (E5) überkommen ist. 
Die auf der Töpferscheibe hergestellten Gefäße sind weiß-speckig, gelb bis dunkel-rot oder grau, unglasiert und nur wenige sind etwas dekoriert. Die Ware wird als besonders geeignet für Transporte über größere Distanzen angesehen. Der Ursprung der E-Ware ist unklar, liegt aber wahrscheinlich im atlantischen Bereich von Frankreich, von wo sie zwischen dem späten 6. und dem 8. Jahrhundert n. Chr. importiert wurde. Die Rekonstruktion der E-Ware von Dunadd in Schottland ist einzig in Großbritannien und beruht auf umfassenden Ausgrabungen.